# Sylvain Beauchamp (acteur)
Vous venez d’apposer le modèle de débat d'admissibilité.
Avant toute chose, veuillez créer la page de débat correspondante en cliquant ici.
- Une fois la page de vote initialisée, rafraîchissez cette page, et le bandeau prendra son aspect définitif.
- Si votre débat d'admissibilité est groupé (le motif et l’argumentation doivent être les mêmes), modifiez cette page pour ajouter au modèle le paramètre « cat » suivi du nom de la page de discussion de l’article pour lequel la page de débat existe déjà (ex. : cat=Discussion:Nom_de_l'autre_article). Ensuite, suivez les nouvelles instructions qui apparaissent.
- Vous pouvez également utiliser le paramètre « type » pour faciliter l’accès aux critères d’admissibilité. Exemple : {{suppression|type=mot-clé}}. Liste des mots-clés existants : fiction, musique, art visuel, fanzine, jeu de société, porno, sportif, association, enseignement, société, site web, route, nombre, (Liste complète ici).

| 1. | Créez la page de débat d'admissibilité.                                                                      | Sauvegardez d’abord la page pour l’initialiser puis indiquez votre motivation.                    |
| 2. | Important : ajoutez une entrée dans la section Débat d'admissibilité du jour.                                | Utilisez ce texte : *{{L\|Sylvain Beauchamp (acteur)}}                                            |
| 3. | Pensez à informer les contributeurs principaux de la page et les projets associés lorsque cela est possible. | Utilisez ce texte : {{subst:Avertissement débat d'admissibilité\|Sylvain Beauchamp (acteur)}}~~~~ |

Pour les articles homonymes, voir Sylvain Beauchamp et Beauchamp.
Sylvain Beauchamp est un acteur québécois.

## Biographie
Il joue dans plusieurs films et productions québécoises, canadiennes, américaines et européennes telles que BumRush, Transit, Histoire de Pen, Free Money, The Death of Herbert Lamb et plusieurs téléséries canadiennes et américaines ainsi que plusieurs publicités. Chanteur, il anime et participe en décembre 2009 au spectacle de Noël de Marie-Chantal Toupin en interprétant le Minuit, chrétiens à l'oratoire Saint-Joseph. Il partage aussi la scène avec Ginette Reno lors de sa série de spectacles au Centre Bell en 2003 en interprétant les chansons Caruso et Sex Machine, ainsi qu'au Capitole de Québec en 2014.

## Filmographie

### Cinéma
- 1986 : L'Épée de Gédéon (The Sword of Gedeon) de Michael Anderson
- 1991 : L'Arme secrète (The Hit Man) d'Aaron Norris
- 1991 : Scanners II : Le Nouveau Règne de Christian Duguay
- 1991 : Scanners III : Puissance maximum de Christian Duguay : Rufus
- 1996 : Caboose de Richard Roy : motard
- 1997 : J'en suis ! de Claude Fournier : déménageur
- 1998 : Fric d'Enfer d'Yves Simoneau
- 2002 : Histoire de Pen de Michel Jetté : Tarzan
- 2008 : Get Smart de Peter Segal
- 2009 : Cadavres de Érik Canuel : motard
- 2009 : Transit de Christian de la Cortina : Macaque
- 2011 : BumRush de Michel Jetté : Tank
- 2012 : Omertà de Luc Dionne : Taupin

### Télévision
- 1990 : Matlock
- 1992 : Scoop
- 1995 : 10-07 : L'Affaire Zeus : manifestant gai
- 1996 : Urgence
- 1997 : Omertà : prisonnier
- 1997 : Paparazzi
- 1998 : Quai n° 1 : Angel
- 1998 : Une voix en or
- 1998 : Omerta : prisonnier
- 1999 : Les Prédateurs : Harvey
- 2003 : Hommes en quarantaine
- 2004 : Solstrom (en), Cirque du Soleil
- 2004 : Temps dur : Marcel Paiement
- 2005 : Cover Girl : prisonnier
- 2005 : Caméra Café : garde du corps
- 2008 : Les Boys : Varice
- 2010 : Homicides (série télévisée sur Canal D) : homme d'affaires
- 2011 : 19-2 : homme fétard
- 2011 : Toute la vérité : Bruno Dumont